# Hassleskatten

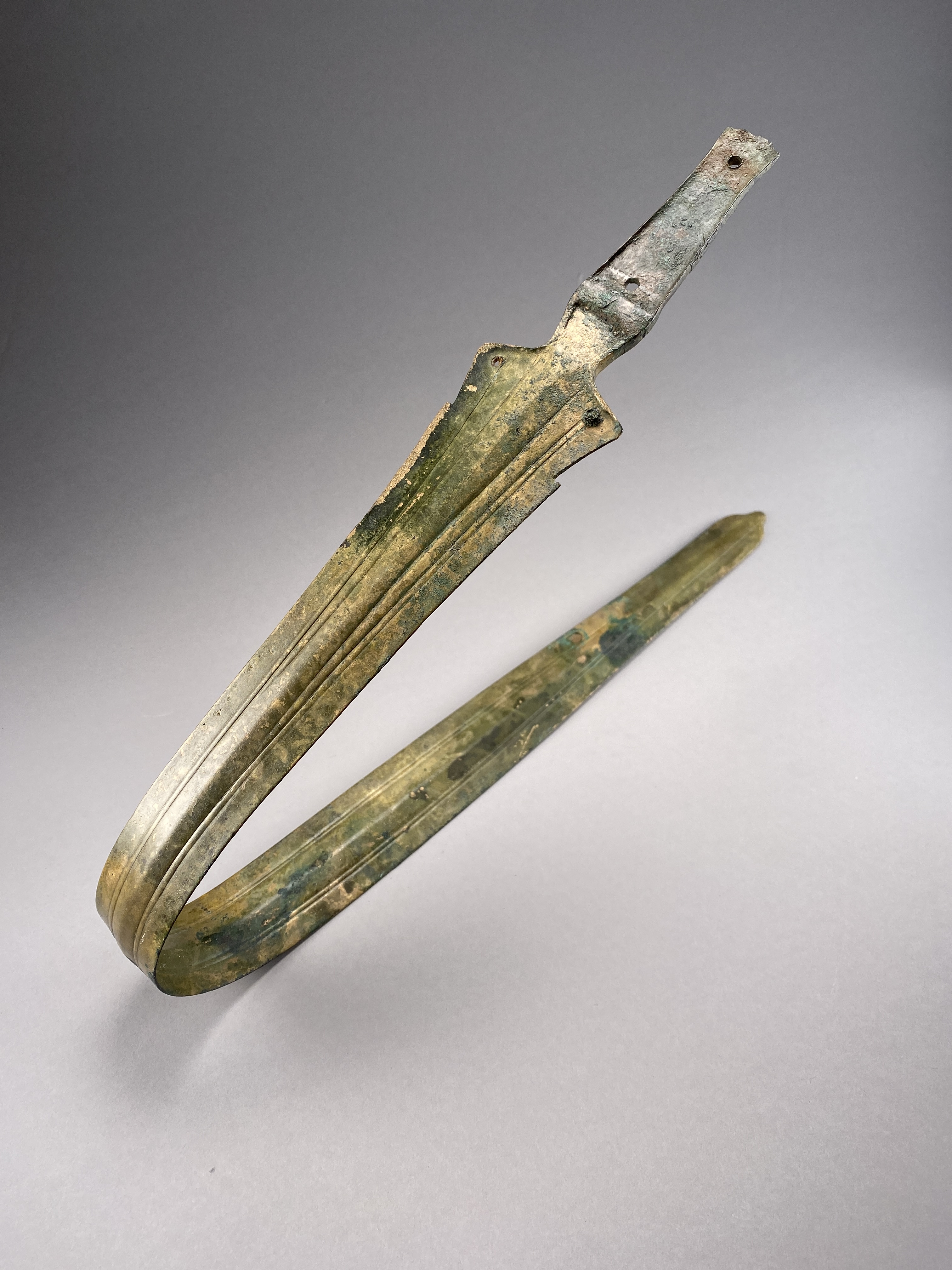

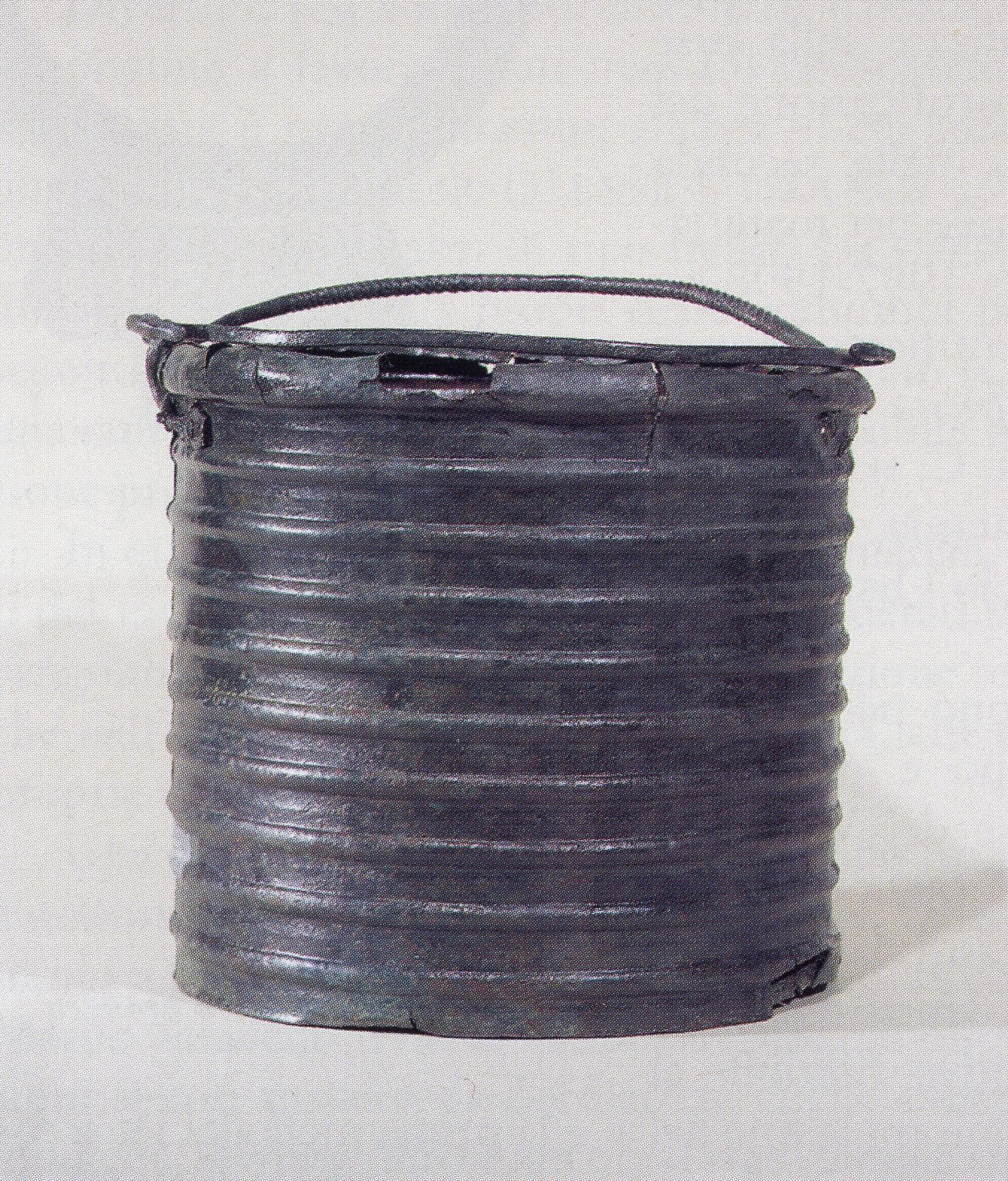
Exempel på en cista a cordoni

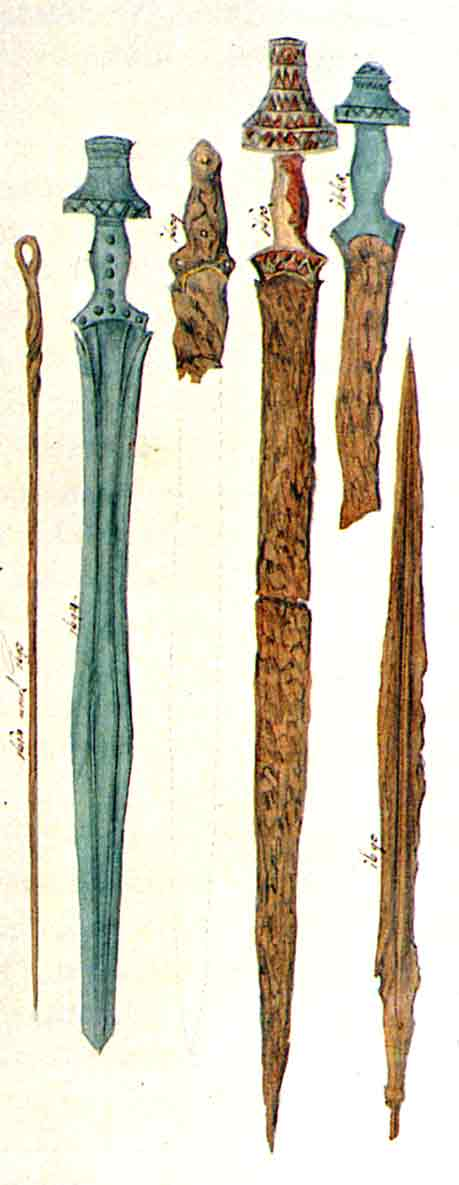
Exempel på Hallstattsvärd

Hassleskatten hittades 1936 vid Hassle på Berga ägor i Glanshammars socken. Föremålen lades ned i en mindre vattensamling under 600-talet före Kristus och anses vara ett rituellt offer. Hassleskatten består av importerade dyrbara bronsföremål från syd- och mellaneuropa.
Skatten finns idag på Statens historiska museum i Stockholm och en kopia finns utställd på Örebro läns museum.

## Upptäckten
Lantbrukaren Axel Nilsson rensade ris och annat skräp i Äverstaån i höjd med Hassle den 9 maj 1936.  Under detta arbete eldade han bland annat bort fjolårsgräs vid åbrinken, och såg plötsligt något som liknade en bilring, vilket visade sig vara kanten av kitteln. Vårfloden hade nämligen ätit sig in i åkanten och blottlagt fyndet. När Axel tittade ner i kitteln fick han se de böjda svärden, tog upp ett och förstod att det var ett antikt fynd. Han kontaktade då Bertil Waldén på Örebro läns museum och fyndet undersöktes med hjälp av bland annat landsantikvarien. Fyndet transporterades sedan till Statens historiska museum där det snabbt blev ett av museets största sevärdheter.

## Föremålen
Fyndet består av en stor bronskittel, 64 centimeter i diameter och 34 centimeter hög. Den innehöll två bronssvärd av Hallstatt-typ, två hinkliknande kärl och tolv cirkelrunda bronsplattor. Kitteln är förmodligen tillverkad någonstans i området kring Svarta havet och typen förekommer i mellan- och kontinentaleuropa – förutom i Grekland och Etrurien. Den här sortens stora kittlar har använts som offerkärl vid religiösa ceremonier. Hallstattsvärden, som har böjts för att få plats i kitteln, är vanliga över hela Europa och har säkerligen tillverkats någonstans på kontinenten. De två hinkliknande kärlen - så kallade ciste a cordoni - finns både inom den etruskiska kulturen och i det östra alpområdet. De har använts till vätskor, eventuellt drycker, och har antagligen använts i kultbruk och vid religiösa riter. De tolv bronsplattorna har inga paralleller någonstans i Europa och det har lagts fram en idé om att de skulle kunna vara av inhemsk produktion. Detta beroende på att deras formspråk liknar andra föremål som man vet är tillverkade i Norden.
De olika fynden pekar på en datering till bronsålderns period VI, det vill säga man tror att fyndet lagts ner någon gång mellan ca 700–500 f.v.t

## Övrigt
Fyndet uppmärksammades internationellt och amatöretruskologen Renzo Javarone i den italienska orten Viterbo såg fyndet som ett exempel på hans hemtrakts långväga kontakter under forntiden. Med stöd från borgmästaren i Viterbo fotvandrade de bägge emmissarierna Remigio Gaisek och Franco Petroselli från Viterbo till Glanshammar, där de 9 september 1956, efter sex veckors vandring överlämnade en hälsning till "borgmästaren i Hassle" – kommunalrådet i Glanshammar Erik Persson från Viterbos innevånare.
Ett gravfält vid Hassle har RAÄ-numret 54:1.